# Annishader
Annishader (Schots-Gaelisch: Anaiseadar of Arnaiseadar) is een dorp in de Schotse lieutenancy Ross and Cromarty in het raadsgebied Highland in de buurt van Portree op het eiland Skye.